# Zboiska (województwo mazowieckie)
Zboiska – wieś w Polsce położona w województwie mazowieckim, w powiecie żyrardowskim, w gminie Radziejowice. Ma status sołectwa.
Wieś szlachecka położona była w drugiej połowie XVI wieku w powiecie mszczonowskim ziemi sochaczewskiej województwa rawskiego. W latach 1975–1998 miejscowość należała administracyjnie do województwa skierniewickiego.